# Grand Prix automobile d'Italie 2000
GP précédent GP suivant
Le Grand Prix automobile d'Italie 2000 (Gran Premio Campari d'Italia 2000), disputé sur le circuit de Monza le 10 septembre 2000, est la 660e épreuve de l'histoire du championnat du monde de Formule 1 courue depuis 1950 et la quatorzième manche du championnat du monde 2000.
La course, disputée sur 53 tours, est remportée par l'Allemand Michael Schumacher, élancé depuis la pole position. Le Finlandais Mika Häkkinen termine à la deuxième place et l'Allemand Ralf Schumacher complète le podium. Le Grand Prix est marqué par un accident au premier tour impliquant sept voitures et entraînant la mort du commissaire de piste Paolo Ghislimberti.

## Contexte avant le Grand Prix
Le Grand Prix d'Italie 2000 est disputé par vingt-deux pilotes composant onze équipes de deux pilotes ; ces équipes sont McLaren-Mercedes, Ferrari, Williams-BMW, Benetton-Playlife, Jordan-Mugen-Honda, BAR-Honda, Arrows-Supertec, Sauber-Petronas, Jaguar-Ford, Prost-Peugeot et Minardi-Fondmetal.
Au classement général du championnat du monde des pilotes, avant la course, le pilote McLaren Mika Häkkinen occupe la première place avec 74 points, devançant de six points son rival allemand Michael Schumacher.
Le 31 août 2000, la Benetton de Giancarlo Fisichella est accidentée à haute vitesse dans la chicane Ascari. Déjà victime d'un accident pendant le warm up du Grand Prix de Belgique, Fisichella annonce que la voiture a connu un problème de frein.

## Essais libres

### Première séance, vendredi de 11 h 00 à 14 h 00
| Pos. | Pilote             | Voiture            | Chrono         | Écart     |
| ---- | ------------------ | ------------------ | -------------- | --------- |
| 1    | Rubens Barrichello | Ferrari            | 1 min 25 s 057 |           |
| 2    | Michael Schumacher | Ferrari            | 1 min 25 s 117 | + 0 s 060 |
| 3    | Jarno Trulli       | Jordan-Mugen-Honda | 1 min 25 s 390 | + 0 s 333 |
| 4    | Mika Häkkinen      | McLaren-Mercedes   | 1 min 25 s 553 | + 0 s 496 |
| 5    | David Coulthard    | McLaren-Mercedes   | 1 min 25 s 796 | + 0 s 739 |
| 6    | Eddie Irvine       | Jaguar-Ford        | 1 min 25 s 907 | + 0 s 850 |

La première séance d'essais libres se déroule le vendredi à la mi-journée en deux parties durant chacune une heure, la première disputée de 11 h 00 à 12 h 00 et la seconde de 13 h 00 à 14 h 00. 
Lors de la première partie de la séance, Mika Häkkinen souffre de problème d'embrayage durant son tour d'installation, ce qui l'oblige à revenir à son stand pour y faire réparer sa monoplace. Durant les quinze premières minutes de la séance, seules les pilotes Prost Grand Prix sont sur la piste, Jean Alesi bouclant son meilleur temps en 1 min 28 s 338 et Nick Heidfeld distancé à six dixièmes de son coéquipier. 
Le premier quart d'heure passé, les deux pilotes de la Scuderia Minardi s'élancent sur la piste et l'Espagnol Marc Gené améliore le meilleur temps de la séance en 1 min 27 s 956, avant d'être dépassé par le pilote Arrows Jos Verstappen, vite rattrapé par son coéquipier Pedro de la Rosa, qui signe le premier temps de référence de la journée en 1 min 25 s 912.
Les deux pilotes de la Scuderia Ferrari, qui prennent la piste peu après la première demi-heure, s'installent rapidement en haut du tableau, Michael Schumacher signant le troisième temps le deuxième temps en 1 h 25 min 648 s. Rubens Barrichello s'empare du meilleur temps absolu en 1 min 25 s 368. Le pilote allemand parvient à améliorer son meilleur temps d'un dixième tandis que Barrichello améliore son chrono de deux dixièmes à quelques secondes de la fin de la séance avant de signer sa meilleure performance de la matinée en 1 min 25 s 057. Le pilote Jordan Jarno Trulli s'intercale entre les deux pilotes Ferrari avec un temps en 1 min 25 s 390.
La seconde partie de la séance d'essais du vendredi voit le retour en piste de Mika Häkkinen qui boucle un premier tour d'installation afin de tester les réparations effectuées sur la boite de vitesses et l'embrayage de sa McLaren MP4/15. 
Lors de son premier tour rapide, Michael Schumacher rate son freinage l'empêchant de signer un temps tandis que Rubens Barrichello sort de la piste dans la seconde chicane. Jean Alesi est au ralenti avant le virage de la Parabolica, le pilote Prost rentre au stand aidé par ses mécaniciens qui détectent un problème hydraulique sur sa boite de vitesses contraignant le Français à mettre un terme à sa séance, à l'instar du pilote Benetton Formula Alexander Wurz, victime du même problème. 
Dans le premier quart d'heure, Schumacher ravit la seconde place de Trulli en 1 min 25 s 117 tandis que Mika Häkkinen signe son premier temps de référence en 1 min 26 s 161, alors que moins de six monoplaces se trouvent sur la piste. À neuf minutes de la fin de la séance, le Finlandais améliore son chrono en 1 min 25 s 553, s'emparant ainsi du quatrième temps alors que Barrichello tourne en 1 min 25 s 640, concédant six dixièmes à son meilleur temps effectué au matin.

### Deuxième séance, samedi de 9 h 00 à 11 h 00
| Pos. | Pilote             | Voiture          | Meilleur temps | Écart     |
| ---- | ------------------ | ---------------- | -------------- | --------- |
| 1    | Michael Schumacher | Ferrari          | 1 min 23 s 904 |           |
| 2    | Mika Häkkinen      | McLaren-Mercedes | 1 min 24 s 142 | + 0 s 238 |
| 3    | Rubens Barrichello | Ferrari          | 1 min 24 s 199 | + 0 s 295 |
| 4    | David Coulthard    | McLaren-Mercedes | 1 min 24 s 292 | + 0 s 388 |
| 5    | Ralf Schumacher    | Williams-BMW     | 1 min 24 s 352 | + 0 s 448 |
| 6    | Jenson Button      | Williams-BMW     | 1 min 24 s 515 | + 0 s 611 |

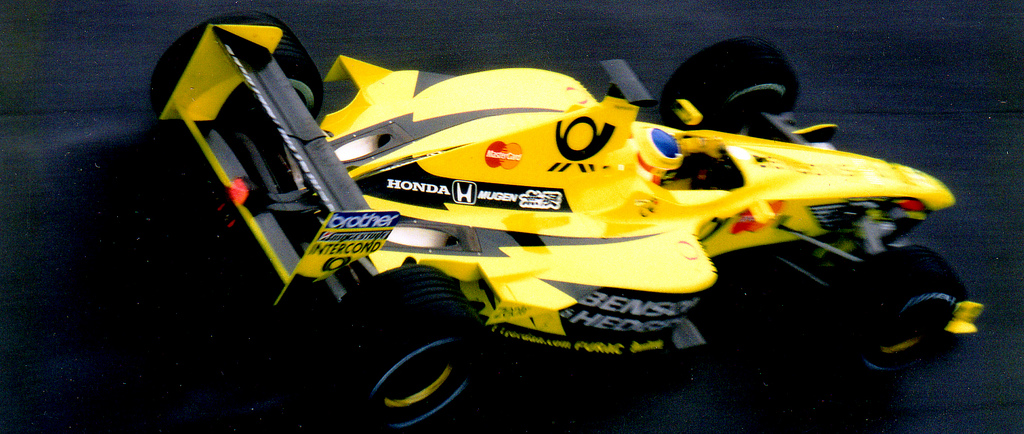
Jarno Trulli à bord de la Jordan EJ10B.

La seconde séance d'essais libres se déroule le samedi matin en deux tranches de 45 minutes, la première partie se déroulant de 9 h 00 à 9 h 45 et la seconde se déroulant de 10 h 15 à 11 h 00. La piste est ensoleillée avec une température dans l'air de 21 °C tandis que la température de la piste est de 29 °C. 
Lors de la première partie de la séance, les pilotes Prost vont sur la piste en premier tandis que le pilote Arrows Jos Verstappen signe un premier temps de référence en 1 min 26 s 777. Michael Schumacher s'élance à son tour et améliore ce temps d'une seconde, puis de sept dixième, en 1 min 25 s 047. Alexander Wurz abandonne sa Benetton B200 au bord de la piste à la suite d'un problème de pression d'essence. Rubens Barrichello s'empare ensuite du meilleur temps en 1 min 24 s 979, vite effacé par David Coulthard en 1 min 24 s 799.
Chez Jordan Grand Prix, alors que Jarno Trulli n'est toujours pas sorti de son garage vingt minutes après le début de la séance, Heinz-Harald Frentzen sort de la piste au niveau de la Parabolica et casse sa suspension arrière gauche, l'obligeant à arrêter sa séance. 
Michael Schumacher reprend le meilleur chrono en 1 min 24 s 363, devant son coéquipier qui reprend le deuxième temps. Jenson Button s'intercale entre les deux pilotes Ferrari alors que Mika Häkkinen ne parvient pas à améliorer son chrono, sa McLaren manquant de directivité à la Curva Roggia.
La seconde partie de la séance est inaugurée par le pilote Williams Ralf Schumacher qui s'élance au bout de deux minutes. Après un quart d'heure, Mika Häkkinen prend le meilleur temps en 1 min 24 s 142. Quelques minutes plus tard, Michael Schumacher améliore ce chrono en 1 min 23 s 904, temps qui ne sera pas battu lors de cette séance. Alexander Wurz interrompt une nouvelle fois sa séance à la suite d'un problème technique, arrêtant sa monoplace au même endroit que lors de la première partie de séance, alors qu'Eddie Irvine brise sa suspension avant après avoir trop monté sur un vibreur.

## Qualifications
Michael Schumacher signe la pole position devant son coéquipier Rubens Barrichello. Ricardo Zonta connaît des problèmes de boîte de vitesses et reprend la piste avec la voiture de réserve réglée pour son coéquipier Villeneuve. Zonta ne réussit pas à faire mieux que 17e. 

### Grille de départ du Grand Prix
| Pos. | No | Pilote                | Écurie             | Temps          | Écart     |
| ---- | -- | --------------------- | ------------------ | -------------- | --------- |
| 1    | 3  | Michael Schumacher    | Ferrari            | 1 min 23 s 770 |           |
| 2    | 4  | Rubens Barrichello    | Ferrari            | 1 min 23 s 797 | + 0 s 027 |
| 3    | 1  | Mika Häkkinen         | McLaren-Mercedes   | 1 min 23 s 967 | + 0 s 197 |
| 4    | 22 | Jacques Villeneuve    | BAR-Honda          | 1 min 24 s 238 | + 0 s 468 |
| 5    | 2  | David Coulthard       | McLaren-Mercedes   | 1 min 24 s 290 | + 0 s 520 |
| 6    | 6  | Jarno Trulli          | Jordan-Mugen-Honda | 1 min 24 s 477 | + 0 s 707 |
| 7    | 9  | Ralf Schumacher       | Williams-BMW       | 1 min 24 s 516 | + 0 s 747 |
| 8    | 5  | Heinz-Harald Frentzen | Jordan-Mugen-Honda | 1 min 24 s 786 | + 1 s 016 |
| 9    | 11 | Giancarlo Fisichella  | Benetton-Playlife  | 1 min 24 s 789 | + 1 s 019 |
| 10   | 18 | Pedro de la Rosa      | Arrows-Supertec    | 1 min 24 s 814 | + 1 s 044 |
| 11   | 19 | Jos Verstappen        | Arrows-Supertec    | 1 min 24 s 820 | + 1 s 050 |
| 12   | 10 | Jenson Button         | Williams-BMW       | 1 min 24 s 907 | + 1 s 137 |
| 13   | 12 | Alexander Wurz        | Benetton-Playlife  | 1 min 25 s 150 | + 1 s 380 |
| 14   | 7  | Eddie Irvine          | Jaguar-Ford        | 1 min 25 s 251 | + 1 s 481 |
| 15   | 17 | Mika Salo             | Sauber-Petronas    | 1 min 25 s 322 | + 1 s 552 |
| 16   | 16 | Pedro Diniz           | Sauber-Petronas    | 1 min 25 s 324 | + 1 s 554 |
| 17   | 23 | Ricardo Zonta         | BAR-Honda          | 1 min 25 s 337 | + 1 s 567 |
| 18   | 8  | Johnny Herbert        | Jaguar-Ford        | 1 min 25 s 388 | + 1 s 618 |
| 19   | 14 | Jean Alesi            | Prost-Peugeot      | 1 min 25 s 558 | + 1 s 788 |
| 20   | 15 | Nick Heidfeld         | Prost-Peugeot      | 1 min 25 s 625 | + 1 s 855 |
| 21   | 20 | Marc Gené             | Minardi-Fondmetal  | 1 min 26 s 336 | + 2 s 566 |
| 22   | 21 | Gaston Mazzacane      | Minardi-Fondmetal  | 1 min 27 s 360 | + 3 s 590 |

## Warm up
| Pos. | Pilote             | Voiture          | Temps          | Écart     |
| ---- | ------------------ | ---------------- | -------------- | --------- |
| 1    | Ricardo Zonta      | BAR-Honda        | 1 min 26 s 448 |           |
| 2    | Mika Häkkinen      | McLaren-Mercedes | 1 min 26 s 513 | + 0 s 065 |
| 3    | Michael Schumacher | Ferrari          | 1 min 26 s 593 | + 0 s 145 |
| 4    | David Coulthard    | McLaren-Mercedes | 1 min 26 s 611 | + 0 s 163 |
| 5    | Jos Verstappen     | Arrows-Supertec  | 1 min 26 s 718 | + 0 s 270 |
| 6    | Mika Salo          | Sauber-Petronas  | 1 min 27 s 097 | + 0 s 649 |

## Course

### Déroulement de l'épreuve

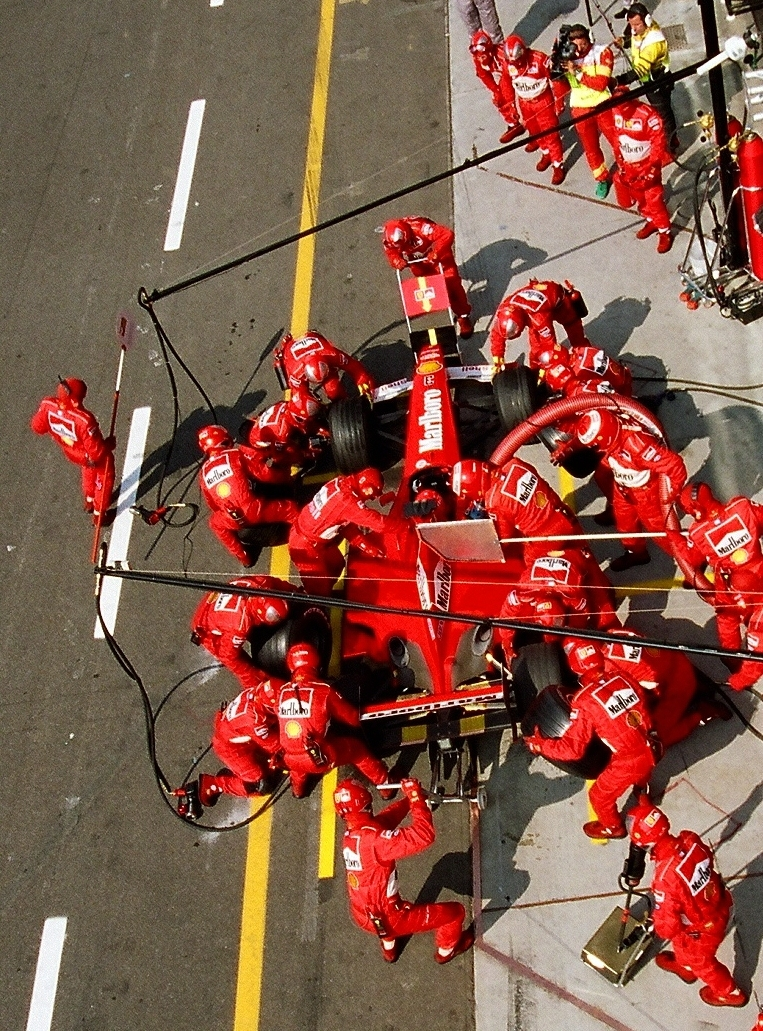
La Ferrari F1-2000 de Michael Schumacher effectue son arrêt au stand.

Les deux monoplaces Ferrari s'élancent de la première ligne de la grille de départ. Alors que Michael Schumacher maintient son avantage après le premier virage, son coéquipier Rubens Barichello rate son départ et les deux McLaren et Jarno Trulli le dépassent. Eddie Irvine tire tout droit dans le premier virage et abandonne.
Dès la deuxième chicane du Grand Prix, Heinz-Harald Frentzen rate son freinage et provoque un carambolage impliquant de nombreuses voitures. Pedro de la Rosa, sur Arrows, ne peut éviter l'accident et s'envole.
Après dix tours, les feux de la voiture de sécurité s'éteignent et la voiture de l'organisation accélère pour rentrer aux stands. Michael Schumacher ralentit la cadence et surprend Jenson Button qui évite les voitures devant lui en sortant de la piste avant le départ lancé. La Williams touche le mur et, même s'il tente de reprendre la piste, Button abandonne au tour suivant.
Pendant son arrêt au stand, les mécaniciens de McLaren effectuent des réglages sur la voiture de Mika Häkkinen qui lui permettent de signer une série de tours rapides. Le pilote finlandais réalise même le meilleur tour en course.

### Classement de la course
| Pos. | No | Pilote                | Écurie             | Tours | Temps/Abandon                      | Grille | Points |
| ---- | -- | --------------------- | ------------------ | ----- | ---------------------------------- | ------ | ------ |
| 1    | 3  | Michael Schumacher    | Ferrari            | 53    | 1 h 27 min 31 s 638 (210,469 km/h) | 1      | 10     |
| 2    | 1  | Mika Häkkinen         | McLaren-Mercedes   | 53    | + 3 s 810                          | 3      | 6      |
| 3    | 9  | Ralf Schumacher       | Williams-BMW       | 53    | + 52 s 432                         | 7      | 4      |
| 4    | 19 | Jos Verstappen        | Arrows-Supertec    | 53    | + 59 s 938                         | 11     | 3      |
| 5    | 12 | Alexander Wurz        | Benetton-Playlife  | 53    | + 1 min 07 s 426                   | 13     | 2      |
| 6    | 23 | Ricardo Zonta         | BAR-Honda          | 53    | + 1 min 09 s 293                   | 17     | 1      |
| 7    | 17 | Mika Salo             | Sauber-Petronas    | 52    | + 1 tour                           | 15     |        |
| 8    | 16 | Pedro Diniz           | Sauber-Petronas    | 52    | + 1 tour                           | 16     |        |
| 9    | 20 | Marc Gené             | Minardi-Fondmetal  | 52    | + 1 tour                           | 21     |        |
| 10   | 21 | Gaston Mazzacane      | Minardi-Fondmetal  | 52    | + 1 tour                           | 22     |        |
| 11   | 11 | Giancarlo Fisichella  | Benetton-Playlife  | 52    | + 1 tour                           | 9      |        |
| 12   | 14 | Jean Alesi            | Prost-Peugeot      | 51    | + 2 tours                          | 19     |        |
| Abd. | 15 | Nick Heidfeld         | Prost-Peugeot      | 15    | Sortie de piste                    | 20     |        |
| Abd. | 22 | Jacques Villeneuve    | BAR-Honda          | 14    | Panne électrique                   | 4      |        |
| Abd. | 10 | Jenson Button         | Williams-BMW       | 10    | Sortie de piste                    | 12     |        |
| Abd. | 8  | Johnny Herbert        | Jaguar-Ford        | 1     | Collision                          | 18     |        |
| Abd. | 4  | Rubens Barrichello    | Ferrari            | 0     | Collision                          | 2      |        |
| Abd. | 2  | David Coulthard       | McLaren-Mercedes   | 0     | Collision                          | 5      |        |
| Abd. | 6  | Jarno Trulli          | Jordan-Mugen-Honda | 0     | Collision                          | 6      |        |
| Abd. | 5  | Heinz-Harald Frentzen | Jordan-Mugen-Honda | 0     | Collision                          | 8      |        |
| Abd. | 18 | Pedro de la Rosa      | Arrows-Supertec    | 0     | Collision                          | 10     |        |
| Abd. | 7  | Eddie Irvine          | Jaguar-Ford        | 0     | Collision                          | 14     |        |

### Pole position et record du tour
Michael Schumacher signe en Italie la vingt-neuvième pole position de sa carrière, sa sixième de la saison et la dix-neuvième pour le compte de la Scuderia Ferrari. Cette pole position est la 134e de Ferrari en tant que constructeur et motoriste,.
Mika Häkkinen signe le vingtième meilleur tour en course de sa carrière, son cinquième de la saison et le vingtième pour le compte de McLaren. C'est également le quatre-vingt-dix-huitième meilleur tour en course de McLaren et le trente-huitième du motoriste Mercedes.
- Pole position : Michael Schumacher en 1 min 23 s 770 (vitesse moyenne : 248,953 km/h)[27].
- Meilleur tour en course : Mika Häkkinen en 1 min 25 s 595  au 50e tour[28] (vitesse moyenne : 243,645 km/h).

### Tours en tête
Parti en pole position, Michael Schumacher reste en tête jusqu'au trente-neuvième tour, où il effectue son premier et unique arrêt au stand. Il récupère sa première place trois tours plus tard après l'arrêt au stand du leader provisoire Mika Häkkinen. Schumacher conserve les devants jusqu'au drapeau à damiers pour obtenir sa sixième victoire de la saison.
- Michael Schumacher : 50 (1-39 / 43-53)
- Mika Häkkinen : 3 (40-42)

## Après-course
L'accident du premier tour a entraîné la mort d'un pompier de 33 ans, Paolo Ghislimberti. Souffrant de traumatismes à la tête, à la poitrine et d'autres blessures, il est pris en charge le long du circuit. Les secouristes lui font un massage cardiaque avant qu'il soit transporté à l'hôpital de Monza où il meurt plus tard dans la journée.
Lors de la conférence de presse d'après-course, Michael Schumacher, questionné par un journaliste sur le sentiment qu'il éprouve après avoir égalisé le nombre de victoires en Grand Prix d'Ayrton Senna, annonce que « cela signifie beaucoup pour [lui] » avant de s'effondrer.

## Classements généraux à l'issue de la course
| Pos. | Pilote                | Écurie             | Points |
| ---- | --------------------- | ------------------ | ------ |
| 1    | Mika Häkkinen         | McLaren-Mercedes   | 80     |
| 2    | Michael Schumacher    | Ferrari            | 78     |
| 3    | David Coulthard       | McLaren-Mercedes   | 61     |
| 4    | Rubens Barrichello    | Ferrari            | 49     |
| 5    | Ralf Schumacher       | Williams-BMW       | 24     |
| 6    | Giancarlo Fisichella  | Benetton-Playlife  | 18     |
| 7    | Jacques Villeneuve    | BAR-Honda          | 11     |
| 8    | Jenson Button         | Williams-BMW       | 10     |
| 9    | Heinz-Harald Frentzen | Jordan-Mugen-Honda | 7      |
| 10   | Jarno Trulli          | Jordan-Mugen-Honda | 6      |
| 11   | Mika Salo             | Sauber-Petronas    | 6      |
| 12   | Jos Verstappen        | Arrows-Supertec    | 5      |
| 13   | Eddie Irvine          | Jaguar-Ford        | 3      |
| 14   | Alexander Wurz        | Benetton-Playlife  | 2      |
| 15   | Ricardo Zonta         | BAR-Honda          | 2      |
| 16   | Pedro de la Rosa      | Arrows-Supertec    | 2      |

| Pos. | Écurie             | Points |
| ---- | ------------------ | ------ |
| 1    | McLaren-Mercedes   | 131    |
| 2    | Ferrari            | 127    |
| 3    | Williams-BMW       | 34     |
| 4    | Benetton-Playlife  | 20     |
| 5    | Jordan-Mugen-Honda | 13     |
| 6    | BAR-Honda          | 13     |
| 7    | Arrows-Supertec    | 7      |
| 8    | Sauber-Petronas    | 6      |
| 9    | Jaguar-Ford        | 3      |

## Statistiques
- 29e pole position pour Michael Schumacher[33].
- 41e victoire pour Michael Schumacher[34].
- 132e victoire pour Ferrari en tant que constructeur[35].
- 132e victoire pour Ferrari en tant que motoriste[36].
- 200e Grand Prix pour Honda en tant que motoriste[37].